# Заслужений штурман Республіки Білорусь
«Заслужений штурман Республіки Білорусь» — почесне звання.

## Порядок присвоєння
Присвоєння почесних звань Республіки Білорусь здійснює Президент Республіки Білорусь. Рішення щодо присвоєння 
державних нагород оформляються указами Президента Республіки Білорусь. Державні нагороди,в тому числі
почесні звання, вручає Президент Республіки Білорусь або інші службовці за його вказівкою. Присвоєння почесних 
звань РБ відбувається в урочистій атмосфері. Державна нагорода РБ вручається нагородженому особисто. У випадку
присвоєння почесного звання РБ з вручення державної нагороди видається посвідчення.
Особам, удостоєнних почесних звань РБ, вручають нагрудний знак.
Почесне звання «Заслужений штурман Республіки Білорусь» присвоюється штурманам першого класу, які мають стаж роботи в цивільній авіації п'ятнадцять і більше років, за заслуги у засвоєнні сучасної авіаційної техніки, використанні найдосконаліших методів керування літаками, високі показники у вихованні та навчанні кадрів, багаторічну безаварійну льотну працю та видатні досягнення у використання авіації в народному господарстві республіки.